# Rude (Dänemark)
Rude ist ein dänisches Dorf mit etwa 289 Einwohnern auf einer Fläche von 0,3 km² im Holsteinborg Sogn der Slagelse Kommune im Süden der Insel Seeland. Der dänische Möbelhersteller Dyrlund hat seinen Sitz im Ort.